# 2023 GQ2
2023 GQ2は直径が約400メートルの小惑星で、地球近傍天体およびアポロ群の潜在的に危険な小惑星として分類されている。最初に発見されたのは2023年4月12日で、地球から1.3天文単位 (190×106 km) 離れた距離にあり、キットピーク国立天文台のBok Telescopeによって発見された。2023年4月19日、観測弧が6.7日で、仮に2028年11月16日00:58（UTC）に地球に衝突した場合のトリノスケールは「1」と評価された。2023年4月20日、2019年5月のプレカバリー画像が発表され、観測弧が3.9年に延長された。これにより、2028年の仮想上の衝突がセントリーリスクテーブルから削除された。現在、名目上の接近は、2028年11月16日13:36（±40分）の仮想上の衝突から約13時間後に安全に発生することがわかっている。
2023 GQ2は、2023年8月1日頃に遠日点に到達した。

## 2028年
6.7日という短い観測弧で、2023 GQ2が2028年11月16日00:58（UTC）に地球に衝突する可能性が24,000分の1であることを示した。プレカバリー画像と3.9年の観測弧を使用すると、名目上の接近は2028年11月16日の潜在的な衝突の時点で2023 GQ2は地球から0.012天文単位 (1.8×106 km) 離れた距離にある。名目上の最接近は、仮想上の衝突の約13時間後、2028年11月16日13:36（±40分）に発生する。
| 軌道解              | 観測弧 （括弧内は観測回数） | JPL Horizonsによる 名目上の最接近距離 （地心距離） | 不確実性（3σ） | 衝突確率 | トリノスケール | パレルモスケール （最大） |
| ------------------- | --------------------------- | -------------------------------------------------- | -------------- | -------- | -------------- | ------------------------- |
| JPL #1 (2023-04-17) | 5 (26回)                    | 0.0085天文単位 (1.27×106 km)                       | ± 9000万km     | 1:560000 | 0              | –2.08                     |
| JPL #3 (2023-04-19) | 7 (29回)                    | 0.0053天文単位 (0.79×106 km)                       | ± 1600万km     | 1:24000  | 1              | –0.70                     |
| JPL #4 (2023-04-20) | 1437 (35回)                 | 0.0121天文単位 (1.81×106 km)                       | ± 94000km      | なし     | N/A            | N/A                       |

| 日時                     | 名目上の距離 | 不確実性（3σ） |
| ------------------------ | ------------ | -------------- |
| 2028-11-16 13:36 ± 40 分 | 1522786 km   | ± 80000 km     |